# Clepsis hohuanshanensis
Clepsis hohuanshanensis is een vlinder uit de familie van de bladrollers (Tortricidae). De wetenschappelijke naam van de soort is voor het eerst geldig gepubliceerd in 1985 door Atsushi Kawabe.

## Type
- holotype: "male. 30.VII-1.VIII.1983. leg. A. Kawabe"
- instituut: USNM, Washington, DC, USA
- typelocatie: "Taiwan, Hualien Hsien, Hohuanshan., 3100 m"